# Brachynemurus fuscus
Brachynemurus fuscus är en insektsart som först beskrevs av Banks 1905.  Brachynemurus fuscus ingår i släktet Brachynemurus och familjen myrlejonsländor. Inga underarter finns listade i Catalogue of Life.